# Dimbi Tubilandu
Albert Tubilandu Ndimbi, conhecido por Dimbi Tubilandu (Léopoldville, 15 de março de 1948 – Quinxassa, 17 de junho de 2021) foi um futebolista da República Democrática do Congo que atuou como goleiro. Representou a seleção do Zaire no Campeonato Africano das Nações de 1974, com a qual venceu a competição. No mesmo ano, participou da Copa do Mundo FIFA.
Em clubes, jogou pelo Vita Club até 1989, quando encerrou sua carreira.
Tubilandu morreu em 17 de junho de 2021 em Quinxassa.

## Títulos
Zaire
- Copa das Nações Africanas: 1 (1974)